# City of Darwin
City of Darwin is een Local Government Area in het Noordelijk Territorium en telt ongeveer 70.000 inwoners.
City of Darwin omvat het central business district van de hoofdplaats Darwin en vertegenwoordigt ongeveer 2/3 van alle inwoners in de metropool. De overige inwoners vallen onder de Local Government Area City of Palmerston.

## Wards
Er zijn 4 wards:
- Chan Ward (Nightcliff)
- Lyons Ward (Darwin)
- Richardson Ward (Casuarina)
- Waters Ward